# Björk Orkestral
Il Björk Orkestral (o Björk Orchestral) è l'undicesima tournée della cantautrice e compositrice islandese Björk.
Il tour è stato concepito dalla cantante come una celebrazione della propria carriera, con la proposta di diverse canzoni dal proprio repertorio riarrangiate per orchestra. Inizialmente programmato per l'estate 2020, il tour ha subìto diverse posticipazioni a causa della pandemia di COVID-19. Quattro concerti di anteprima sono stati tenuti all'Harpa di Reykjavík fra l'11 ottobre e il 15 novembre 2021, e trasmessi in streaming in tutto il mondo; il tour è quindi proseguito nel 2022 e 2023, con sette concerti in Europa, quattro in Nord America, tre in Sud America e due in Giappone.

## Antefatti e realizzazione

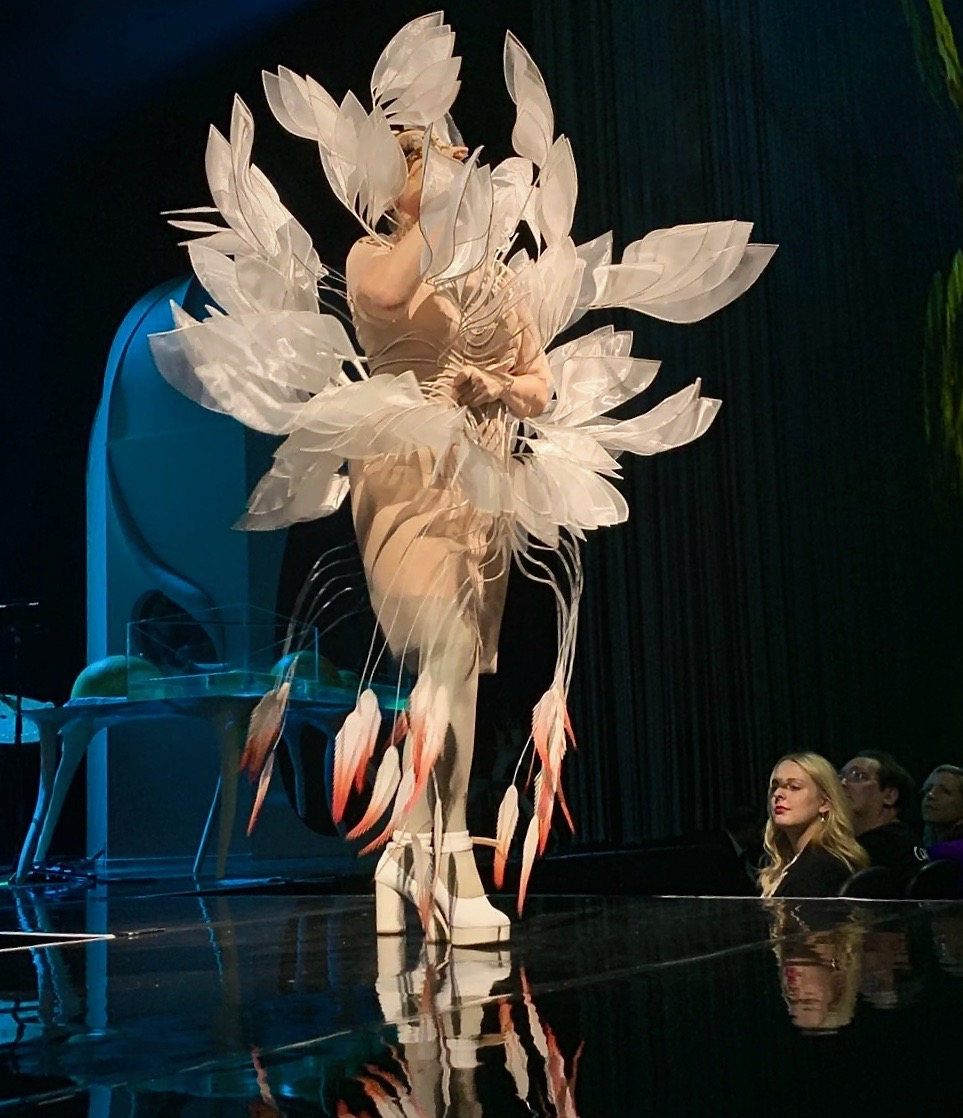
Björk per la prima mondiale di Cornucopia il 6 maggio 2019 presso lo Shed di New York

Dopo la temporanea conclusione del precedente tour, Cornucopia, Björk aveva annunciato nel febbraio 2020 la sua nuova produzione, il Björk Orkestral, come una serie di concerti più intimi e meno scenici, con «arrangiamenti acustici per corde di tutti i suoi lavori precedenti».
Mentre il 12 febbraio 2020 il Bluedot Festival aveva annunciato la partecipazione di Björk all'edizione del 2020, le altre cinque date erano state svelate il 25 febbraio. La tournée, dunque, avrebbe dovuto svolgersi fra il 2 luglio e il 26 luglio 2020 in cinque località europee: Mosca, Helsinki, Berlino, Parigi e Cheshire.
In seguito alla diffusione della pandemia di COVID-19, tuttavia, l'intero tour è stato posticipato prima al 2021 e poi all'estate 2022, con alcune tappe cancellate ed altre aggiunte.

### Björk Orkestral — Live from Reykjavík
Dopo la prima posticipazione delle date europee, il 27 giugno 2020 Björk annuncia tre concerti di anteprima del tour a Reykjavík per l'agosto dello stesso anno, cui se ne aggiunge successivamente un quarto. I quattro spettacoli nascono con l'intenzione di festeggiare l'uscita dal lockdown, supportare il movimento Black Lives Matter, celebrare gli arrangiamenti prodotti dalla stessa Björk e onorare i musicisti islandesi che hanno collaborato con lei nel corso della sua carriera:
[...] Voglio contribuire alla lotta femminista sottolineando che quasi tutti gli arrangiamenti sono stati realizzati da me. Purtroppo viene quasi sempre ignorato quando sono le donne a realizzare gli arrangiamenti.

[...] I concerti saranno "unplugged" o acustici, ed eseguiti senza beats e strumenti elettronici. Comprenderanno l'Orchestra Sinfonica Islandese e vari ospiti.

Credo che stiamo attraversando un’epoca straordinariamente orribile, la quale tuttavia è anche un'opportunità per cambiare seriamente.
Ci viene chiesto di affrontare finalmente tutto il razzismo, di capire che le vite sono più importanti del profitto, di guardare dentro di noi e cacciare fuori tutti i nostri pregiudizi e privilegi nascosti.

Impariamo umilmente tutti insieme,

trasformiamoci.»
In seguito al nuovo aumento di contagi in Islanda, anche questi concerti vengono tuttavia più volte rimandati, fino alla loro realizzazione fra l'11 ottobre e il 15 novembre 2021. Gli spettacoli (tutti sold out) prevedono la presenza fisica del pubblico e vengono anche trasmessi in diretta televisiva e radiofonica in Islanda dall'emittente RÚV e in tutto il mondo tramite la piattaforma Dice.fm. Il 20% dei ricavati dai biglietti fisici e streaming viene inoltre donato al Kvennaathvarfið, un'associazione no-profit che sostiene ed offre rifugio alle donne e agli immigrati di diversa origine in Islanda.

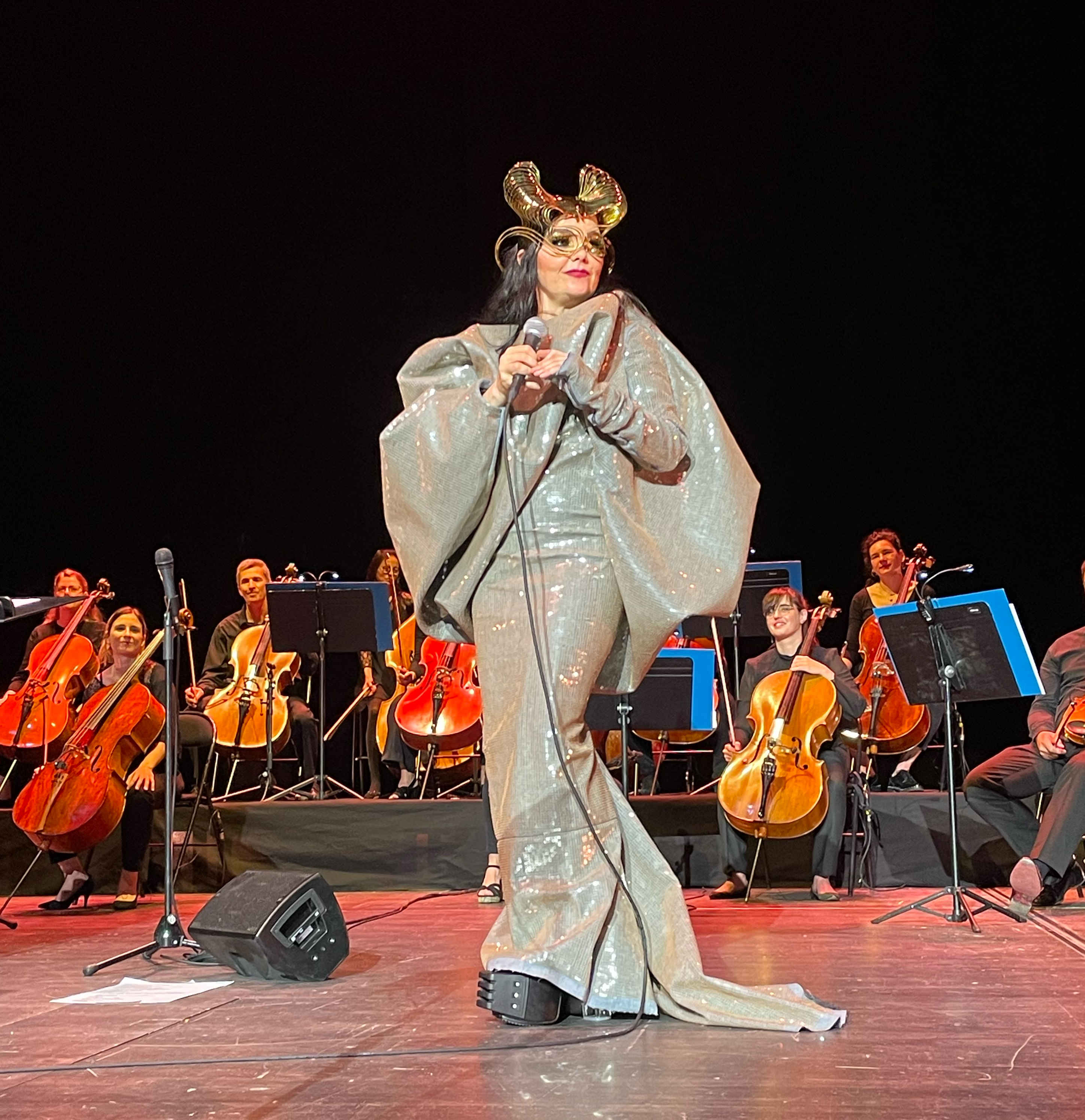
Björk a La Seine Musicale di Parigi il 21 giugno 2022, per la seconda tappa europea del tour.

Sempre in occasione dei concerti d'anteprima, con lo spirito di celebrare gli arrangiamenti e i musicisti islandesi, Björk condivide sui propri canali social le storie dietro a ciascuna canzone che verrà performata ("score-stories") e lancia il Digital Score Month, evento con il quale vengono resi disponibili online, nello shop digitale del negozio di musica Smekkleysa, gli arrangiamenti prodotti da diversi artisti islandesi, fra cui lei stessa. In un'intervista per il canale islandese Rás 1, Björk ha affermato che si trattava di un progetto in cantiere da diverso tempo: «I diversi arrangiamenti e spartiti musicali esistono, quindi si possono comprare online, stamparli ed eseguirli a casa. [...] Ho contattato molti miei amici musicisti, soprattutto donne, e stiamo realizzando il Digital Score Month perché può essere davvero difficile trovare spartiti musicali per un sacco di musica islandese».
Ogni concerto d'anteprima ha visto la partecipazione di musicisti sempre diversi, con l'esecuzione di canzoni differenti tratte dall'intera discografia di Björk. Il primo concerto, l'11 ottobre 2021 — definito dalla cantante come «un'ora di dolcezza» —, è stato tenuto con i violini dell'Orchestra Sinfonica Islandese, con l'esecuzione di canzoni tratte prevalentemente da Post (1995) e Vespertine (2001); il secondo, il 24 ottobre — definito «sentimentale» —, è stato invece caratterizzato dall'esecuzione corale di brani tratti principalmente da Medúlla (2004), con l'Hamrahlíð Choir; il terzo, il 31 ottobre — definito «esoterico» —, è stato incentrato sull'album Utopia (2017), con la partecipazione del settetto di flauti Viibra e degli ottoni dell'Orchestra Sinfonica Islandese; il quarto, il 15 novembre — definito «puro dramma» —, è stato infine caratterizzato da Homogenic (1997) e Vulnicura (2015), con un insieme di 15 elementi da camera dall'Orchestra Sinfonica Islandese.
La serie dei quattro concerti islandesi ha vinto agli Icelandic Music Awards 2022 come "Evento Musicale dell'Anno".

### Björk Orkestral tour
Il tour del Björk Orkestral ha avuto inizio da Miami con due spettacoli il 13 e 16 febbraio 2022 all'Adrienne Arsht Center; i concerti, annunciati il 7 dicembre dell'anno precedente, hanno visto la partecipazione dell'Aym Ensemble, un ensemble di 32 archi appositamente formato per l'occasione e diretto dal musicista islandese Viktor Orri Árnason.

Le tappe previste a Mosca ed Helsinki (già annunciate nel 2020) sono state annullate nel marzo 2022 in seguito all'invasione russa dell'Ucraina e perché l'arena finlandese era gestita da oligarchi russi. Ai concerti di Berlino, Parigi e Cheshire, sono state invece aggiunte altre tre tappe in Europa: il 30 luglio a Trondheim e il 3 agosto a Bergen, in Norvegia, con la partecipazione dei Trondheim Soloists, altro ensemble da camera composto da archi; il 3 luglio al Montreux Jazz Festival, in Svizzera, con la Sinfonietta de Lausanne. I sette concerti europei sono stati diretti dal musicista islandese Bjarni Frímann Bjarnason.

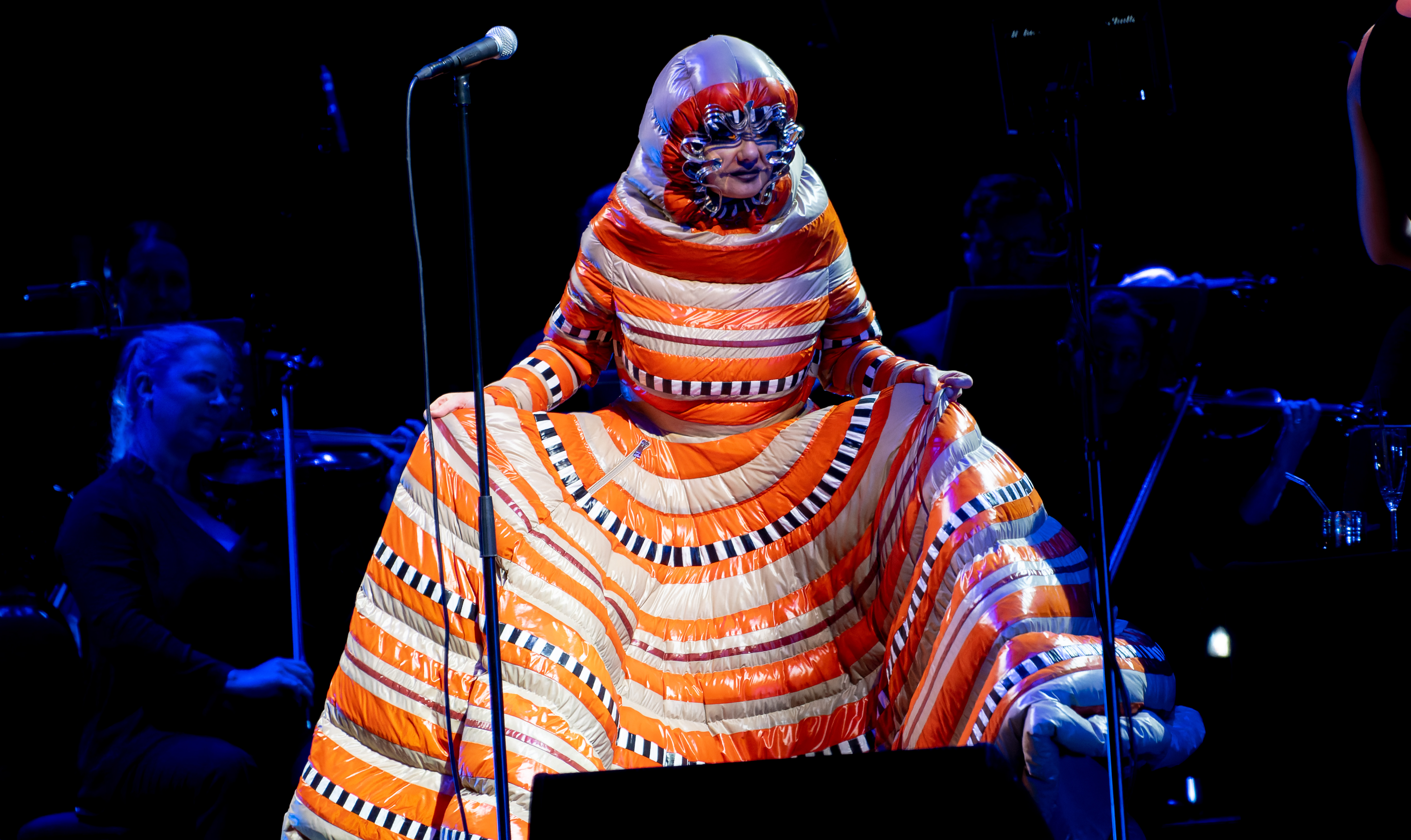
Björk al Bluedot Festival in Cheshire per il concerto del 24 luglio 2022.

Il 27 aprile sono stati annunciati tre concerti in Sud America per il Primavera Sound Festival per il novembre 2022, sempre con la direzione di Bjarnason, a San Paolo, Buenos Aires e Santiago del Cile; si tratta del primo spettacolo in Brasile dopo quindici anni, e dei primi in Argentina e Cile dopo dieci anni. L'anno seguente, nel 2023, il tour si sposta quindi in Asia, a Tokyo, e nuovamente in Nord America, al festival Coachella.
La scaletta del tour nordamericano ed europeo è rimasta pressoché invariata, con la proposta di canzoni tratte prevalentemente da Post (1995), Homogenic (1997) e Vulnicura (2015), ed eseguite con l'accompagnamento esclusivo di archi. In seguito all'uscita di Fossora, vengono aggiunti alla scaletta dei concerti successivi in Sud America i brani Ovule e Freefall, tratti dal nuovo album in studio.
Riguardo alla preparazione prima dei concerti, Emmanuel Dayer, direttore esecutivo della Sinfonietta de Lausanne, ha rivelato che l'orchestra ha ricevuto gli spartiti musicali due o tre mesi prima dello spettacolo e che i musicisti hanno cominciato a studiarli individualmente soltanto due settimane prima; l'orchestra si è poi riunita per le prove ufficiali il giorno prima del concerto insieme al direttore Bjarni Frímann Bjarnason, mentre Björk è stata presente per il soundcheck finale poche ore prima.

## Ricezione critica
| Recensione      | Giudizio |
| --------------- | -------- |
| Financial Times |          |

Il Björk Orkestral ha ricevuto un'entusiasta accoglienza da parte della critica. Il Miami New Times l'ha descritto come «lo show che i fan di Björk hanno da sempre atteso. Ha trasmesso memorabili reinterpretazioni delle canzoni che tutti conosciamo a memoria, ponendo inoltre la cantante davanti e al centro, in un modo che risulta intimo ma anche imponente». La rivista PopMatters ha invece affermato che Björk «mantiene sempre la sua promessa di far esplodere il proprio corpo e tornare nuova; queste versioni ridotte dei suoi successi bastano a provare ulteriormente la potenza del suo lavoro». Il Financial Times ha assegnato allo spettacolo quattro stelle su cinque, elogiando «la rabbia, il dolore e l'euforia» tra cui si sposta la voce della cantante, «spesso in modi esagerati e teatrali». Il Reykjavík Grapevine ha esaltato il tour come «un trattamento che realizza nuovi aspetti mozzafiato a partire da materiale familiare», mentre Vogue ha sostenuto che «il messaggio è chiaro: Björk è tornata, e meglio di qualsiasi altra volta». La produzione ha ricevuto anche gli elogi di Grazia e di Le Monde, che ha lodato «i suoni delle orchestrazioni cinematografiche coniugate magistralmente con l'arte della strofa e del ritornello».

## Scaletta

### Björk Orkestral — Live from Reykjavík
| Canzoni                    | Album        |
| -------------------------- | ------------ |
| Stonemilker                | Vulnicura    |
| Aurora                     | Vespertine   |
| I've Seen It All           | SelmaSongs   |
| Sun in My Mouth            | Vespertine   |
| You'Ve Been Flirting Again | Post         |
| Isobel                     | Post         |
| Hyper-ballad               | Post         |
| Harm of Will               | Vespertine   |
| Bachelorette               | Homogenic    |
| Unison                     | Vespertine   |
| Generous Palmstroke        | Hidden Place |

| Canzoni                | Album      |
| ---------------------- | ---------- |
| Show Me Forgiveness    | Medúlla    |
| Pleasure Is All Mine   | Medúlla    |
| Hidden Place           | Vespertine |
| Cosmogony              | Biophilia  |
| Sonnets/Unrealities XI | Medúlla    |
| Unravel                | Homogenic  |
| Vertebrae By Vertabrae | Volta      |
| Oceania                | Medúlla    |
| Who Is It              | Medúlla    |
| Mouths Cradle          | Medúlla    |
| Where Is The Line      | Medúlla    |
| Human Behaviour        | Debut      |
| New World              | SelmaSongs |

| Canzoni             | Album        |
| ------------------- | ------------ |
| Tabula Rasa         | Utopia       |
| Utopia              | Utopia       |
| The Gate            | Utopia       |
| Courtship           | Utopia       |
| Pagan Poetry        | Vespertine   |
| Losss               | Utopia       |
| Sue Me              | Utopia       |
| Generous Palmstroke | Hidden Place |
| Aeroplane           | Debut        |
| Wanderlust          | Volta        |
| Mutual Core         | Biophilia    |
| The Anchor Song     | Debut        |

| Canzoni            | Album     |
| ------------------ | --------- |
| Jóga               | Homogenic |
| Come to Me         | Debut     |
| Hunter             | Homogenic |
| Lionsong           | Vulnicura |
| History of Touches | Vulnicura |
| Black Lake         | Vulnicura |
| Mouth Mantra       | Vulnicura |
| Quicksand          | Vulnicura |
| 5 Years            | Homogenic |
| Pluto              | Homogenic |
| Notget             | Vulnicura |

### Björk Orkestral (tour)
Lista completa delle canzoni interpretate durante i vari concerti del tour.
| Canzoni                    | Album      |
| -------------------------- | ---------- |
| Stonemilker                | Vulnicura  |
| Aurora                     | Vespertine |
| Come to Me                 | Debut      |
| Lionsong                   | Vulnicura  |
| I've Seen It All           | SelmaSongs |
| Ovule                      | Fossora    |
| Freefall                   | Fossora    |
| History of Touches         | Vulnicura  |
| Black Lake                 | Vulnicura  |
| Hunter                     | Homogenic  |
| You've Been Flirting Again | Post       |
| Isobel                     | Post       |
| Hyper-ballad               | Post       |
| 5 Years                    | Homogenic  |
| Jóga                       | Homogenic  |
| Quicksand                  | Vulnicura  |
| Mouth Mantra               | Vulnicura  |
| Bachelorette               | Homogenic  |
| Overture                   | SelmaSongs |
| Notget                     | Vulnicura  |
| Pluto                      | Homogenic  |

## Concerti
| Data             | Città             | Stato       | Luogo                                         | Orchestra (o altra formazione)                                                                                          | Direttore                | Atto di apertura                        | Note     |
| Europa           | Europa            | Europa      | Europa                                        | Europa | Europa                   | Europa                                  | Europa   |
| ---------------- | ----------------- | ----------- | --------------------------------------------- | --- | ------------------------ | --------------------------------------- | -------- |
| 11 ottobre 2021  | Reykjavík         | Islanda     | Eldborg Auditorium, Harpa (diretta streaming) | Orchestra Sinfonica Islandese (violini) Katie Buckley (arpa)                                                            | Viktor Orri Árnason      | —                                       | sold out |
| 24 ottobre 2021  | Reykjavík         | Islanda     | Eldborg Auditorium, Harpa (diretta streaming) | Hamrahlíð Choir (coro) Bergur Þórisson (elettronica, organo) Bjarni Frímann Bjarnason (pianoforte, organo, fisarmonica) | Þorgerður Ingólfsdóttir  | —                                       | sold out |
| 31 ottobre 2021  | Reykjavík         | Islanda     | Eldborg Auditorium, Harpa (diretta streaming) | Orchestra Sinfonica Islandese (ottoni) Viibra (settetto di flauti) Katie Buckley (arpa) Bergur Þórisson (elettronica)   | Björg Brjánsdóttir       | —                                       | sold out |
| 15 novembre 2021 | Reykjavík         | Islanda     | Eldborg Auditorium, Harpa (diretta streaming) | Orchestra Sinfonica Islandese (15 elementi da camera)                                                                   | Viktor Orri Árnason      | —                                       | sold out |
| Nord America     |                   |             |                                               | |                          |                                         |          |
| 13 febbraio 2022 | Miami             | Stati Uniti | Adrienne Arsht Center                         | The Aym Ensemble (32 archi)                                                                                             | Viktor Orri Árnason      | —                                       | sold out |
| 16 febbraio 2022 | Miami             | Stati Uniti | Adrienne Arsht Center                         | The Aym Ensemble (32 archi)                                                                                             | Viktor Orri Árnason      | —                                       | sold out |
| Europa           |                   |             |                                               | |                          |                                         |          |
| 17 giugno 2022   | Berlino           | Germania    | Waldbühne                                     | Rundfunk-Sinfonieorchester Berlin (RSB)                                                                                 | Bjarni Frímann Bjarnason | Manu Delago (percussioni)               | sold out |
| 21 giugno 2022   | Parigi            | Francia     | La Seine Musicale                             | Orchestre Pasdeloup | Bjarni Frímann Bjarnason | —                                       | sold out |
| 24 giugno 2022   | Parigi            | Francia     | La Seine Musicale                             | Orchestre Pasdeloup | Bjarni Frímann Bjarnason | —                                       | sold out |
| 3 luglio 2022    | Montreux          | Svizzera    | Auditorium Stravinski                         | Sinfonietta de Lausanne                                                                                                 | Bjarni Frímann Bjarnason | —                                       | —        |
| 24 luglio 2022   | Cheshire          | Regno Unito | Osservatorio Jodrell Bank                     | The Hallé | Bjarni Frímann Bjarnason | —                                       | —        |
| 30 luglio 2022   | Trondheim         | Norvegia    | Fortezza di Trondheim                         | Trondheim Soloists | Bjarni Frímann Bjarnason | Kyiv Chamber Choir (coro)               | —        |
| 3 agosto 2022    | Bergen            | Norvegia    | Fortezza di Bergenhus                         | Trondheim Soloists | Bjarni Frímann Bjarnason | —                                       | —        |
| Sud America      |                   |             |                                               | |                          |                                         |          |
| 5 novembre 2022  | San Paolo         | Brasile     | Distretto Anhembi                             | Bachiana Filarmônica SESI-SP                                                                                            | Bjarni Frímann Bjarnason | —                                       | —        |
| 9 novembre 2022  | Buenos Aires      | Argentina   | Parque de Los Niños                           | Orchestra Filarmonica di Buenos Aires                                                                                   | Bjarni Frímann Bjarnason | Julieta VenegasJaviera Mena Feli Colina | —        |
| 13 novembre 2022 | Santiago del Cile | Cile        | Parque Bicentenario Cerrillos                 | Foji (Youth and Children's Orchestras Foundation of Chile)                                                              | Bjarni Frímann Bjarnason | —                                       | —        |
| Asia             |                   |             |                                               | |                          |                                         |          |
| 20 marzo 2023    | Tokyo             | Giappone    | Tokyo Garden Theatre                          | Muroya Strings | Bjarni Frímann Bjarnason | —                                       | sold out |
| 25 marzo 2023    | Kōbe              | Giappone    | Kobe World Memorial Hall                      | Muroya Strings | Bjarni Frímann Bjarnason | —                                       | sold out |
| Nord America     |                   |             |                                               | |                          |                                         |          |
| 16 aprile 2023   | Indio             | Stati Uniti | Empire Polo Club                              | Hollywood String Ensemble                                                                                               | Bjarni Frímann Bjarnason | —                                       | —        |
| 23 aprile 2023   | Indio             | Stati Uniti | Empire Polo Club                              | Hollywood String Ensemble                                                                                               | Bjarni Frímann Bjarnason | —                                       | —        |

### Concerti riprogrammati o annullati
| Data              | Città     | Stato       | Luogo                     | Riprogrammazione  | Motivo                          |
| ----------------- | --------- | ----------- | ------------------------- | ----------------- | ------------------------------- |
| 2 luglio 2020     | Mosca     | Russia      | Crocus Music Hall         | 14 giugno 2021    | Pandemia di COVID-19            |
| 6 luglio 2020     | Helsinki  | Finlandia   | Hartwall Arena            | 10 giugno 2021    | Pandemia di COVID-19            |
| 9 luglio 2020     | Berlino   | Germania    | Waldbühne                 | 18 giugno 2021    | Pandemia di COVID-19            |
| 17 luglio 2020    | Parigi    | Francia     | La Seine Musicale         | 25 giugno 2021    | Pandemia di COVID-19            |
| 20 luglio 2020    | Parigi    | Francia     | La Seine Musicale         | 28 giugno 2021    | Pandemia di COVID-19            |
| 26 luglio 2020    | Cheshire  | Regno Unito | Osservatorio Jodrell Bank | 25 luglio 2021    | Pandemia di COVID-19            |
| 9 agosto 2020     | Reykjavík | Islanda     | Eldborg Auditorium, Harpa | 19 settembre 2020 | Pandemia di COVID-19            |
| 15 agosto 2020    | Reykjavík | Islanda     | Eldborg Auditorium, Harpa | 28 settembre 2020 | Pandemia di COVID-19            |
| 23 agosto 2020    | Reykjavík | Islanda     | Eldborg Auditorium, Harpa | 13 settembre 2020 | Pandemia di COVID-19            |
| 29 agosto 2020    | Reykjavík | Islanda     | Eldborg Auditorium, Harpa | 17 gennaio 2021   | Pandemia di COVID-19            |
| 13 settembre 2020 | Reykjavík | Islanda     | Eldborg Auditorium, Harpa | 31 gennaio 2021   | Pandemia di COVID-19            |
| 19 settembre 2020 | Reykjavík | Islanda     | Eldborg Auditorium, Harpa | 24 gennaio 2021   | Pandemia di COVID-19            |
| 28 settembre 2020 | Reykjavík | Islanda     | Eldborg Auditorium, Harpa | 7 febbraio 2021   | Pandemia di COVID-19            |
| 17 gennaio 2021   | Reykjavík | Islanda     | Eldborg Auditorium, Harpa | 18 aprile 2021    | Pandemia di COVID-19            |
| 24 gennaio 2021   | Reykjavík | Islanda     | Eldborg Auditorium, Harpa | 25 aprile 2021    | Pandemia di COVID-19            |
| 31 gennaio 2021   | Reykjavík | Islanda     | Eldborg Auditorium, Harpa | 2 maggio 2021     | Pandemia di COVID-19            |
| 7 febbraio 2021   | Reykjavík | Islanda     | Eldborg Auditorium, Harpa | 9 maggio 2021     | Pandemia di COVID-19            |
| 18 aprile 2021    | Reykjavík | Islanda     | Eldborg Auditorium, Harpa | 29 agosto 2021    | Pandemia di COVID-19            |
| 25 aprile 2021    | Reykjavík | Islanda     | Eldborg Auditorium, Harpa | 5 settembre 2021  | Pandemia di COVID-19            |
| 2 maggio 2021     | Reykjavík | Islanda     | Eldborg Auditorium, Harpa | 12 settembre 2021 | Pandemia di COVID-19            |
| 9 maggio 2021     | Reykjavík | Islanda     | Eldborg Auditorium, Harpa | 19 settembre 2021 | Pandemia di COVID-19            |
| 10 giugno 2021    | Helsinki  | Finlandia   | Hartwall Arena            | 12 giugno 2022    | Pandemia di COVID-19            |
| 14 giugno 2021    | Mosca     | Russia      | Crocus Music Hall         | 8 giugno 2022     | Pandemia di COVID-19            |
| 18 giugno 2021    | Berlino   | Germania    | Waldbühne                 | 17 giugno 2022    | Pandemia di COVID-19            |
| 25 giugno 2021    | Parigi    | Francia     | La Seine Musicale         | 21 giugno 2022    | Pandemia di COVID-19            |
| 28 giugno 2021    | Parigi    | Francia     | La Seine Musicale         | 24 giugno 2022    | Pandemia di COVID-19            |
| 25 luglio 2021    | Cheshire  | Regno Unito | Osservatorio Jodrell Bank | 24 luglio 2022    | Pandemia di COVID-19            |
| 29 agosto 2021    | Reykjavík | Islanda     | Eldborg Auditorium, Harpa | 11 ottobre 2021   | Pandemia di COVID-19            |
| 5 settembre 2021  | Reykjavík | Islanda     | Eldborg Auditorium, Harpa | 24 ottobre 2021   | Pandemia di COVID-19            |
| 12 settembre 2021 | Reykjavík | Islanda     | Eldborg Auditorium, Harpa | 31 ottobre 2021   | Pandemia di COVID-19            |
| 19 settembre 2021 | Reykjavík | Islanda     | Eldborg Auditorium, Harpa | 15 novembre 2021  | Pandemia di COVID-19            |
| 8 giugno 2022     | Mosca     | Russia      | Crocus Music Hall         | cancellato        | Invasione russa dell'Ucraina    |
| 12 giugno 2022    | Helsinki  | Finlandia   | Hartwall Arena            | cancellato        | Crisi diplomatica russo-ucraina |

## Cast
- Björk — voce, direzione artistica, arrangiamenti;
- Orchestra:
  - Orchestra Sinfonica Islandese;
  - The Aym Ensemble;
  - Rundfunk-Sinfonieorchester Berlin;
  - Orchestre Pasdeloup;
  - Sinfonietta de Lausanne;
  - The Hallé;
  - Trondheim Soloists;
  - Bachiana Filarmônica SESI-SP;
  - Orchestra Filarmonica di Buenos Aires;
  - Foji Chile;
- Direttori d'orchestra:
  - Viktor Orri Árnason;
  - Björg Brjánsdóttir;
  - Bjarni Frímann Bjarnason; pianoforte, organo, fisarmonica;
- Katie Buckley — arpa;
- Hamrahlíð Choir — coro;
- Þorgerður Ingólfsdóttir — direttrice del coro;
- Viibra — flauti;
- Matt Robertsson — preparazione degli spartiti musicali;
- Bergur Þórisson — direzione musicale; strumenti elettronici, organo;
- James Merry — co-direzione artistica e maschere;
- Edda Guðmundsdóttir — stylist;
- Costumi:
  - Tomo Koizumi (Treat Maison);
  - Balenciaga;
  - Pierpaolo Piccioli (Valentino);
  - Daniel Delcore (Delcore);
  - ThreeAsFour;
  - Mugler;
  - Noir Kei Ninomiya (Comme des Garçons);
  - Roksanda Ilinčić;
  - Rick Owens;
  - Balmain;
  - Off-White;
  - Roksanda Ilinčić;
  - Vaquera;
  - Alexander McQueen;
  - Avav;
  - Nube;
- Scarpe:
  - Ferragamo;
  - Gucci;
  - Ant. (Razana Brand);
- Lillian Shalom (The Residency Experience) — guanti;
- Marco Panconesi — gioielleria;
- Soji Oh — unghie;
- Jóga — massaggiatrice ed erborista;
- Alex Jallow — chef;
- Trucco:
  - Sunna Björk Erlingsdóttir;
  - Is She Hungry;
  - Andrew Galli;
- Parrucco:
  - John Vial;
  - Steinunn Ósk;
  - Tomihiro Kono;
- Accessori:
  - Aurum — gioielli;
  - Visha Carinio — collane;
- Rosamary Llagostera — "björk day to day" e guardaroba;
- Hilma Kristín Sveinsdóttir — assistente personale di Björk;
- Peter Van Der Velde — manager di produzione;
- Melanie Susan Knott — manager del tour e di Björk;
- Derek Birkett — manager di Björk;
- Chiara Michieletto — manager di Björk e marketing;
- John Gale — direzione audio;
- Finnur Ragnarsson — ingegnere monitor;
- Richard White — design delle luci, operatore alle luci;
- Iain Harvey — tecnico video e teleprompter;
- Santiago Felipe — fotografo ufficiale;
- M/M Paris — grafica.

### Festival di appartenenza
1. ↑  Questo concerto è parte del Montreux Jazz Festival 2022.
2. ↑  Questo concerto è parte del Bluedot Festival 2022.
3. ↑  Questo concerto è parte dell'Olavfest 2022.
4. ↑  Questo concerto è parte dell'edizione brasiliana del Primavera Sound Festival 2022.
5. ↑  Questo concerto è parte dell'edizione argentina del Primavera Sound Festival 2022.
6. ↑  Questo concerto è parte dell'edizione cilena del Primavera Sound Festival 2022.
7. 1 2  Questo concerto è parte del Coachella Valley Music and Arts Festival 2023.
8. ↑  Questo concerto sarebbe stato parte del Bluedot Festival 2020.
9. ↑  Questo concerto sarebbe stato parte del Bluedot Festival 2021.